# Sân bay quốc tế Townsville

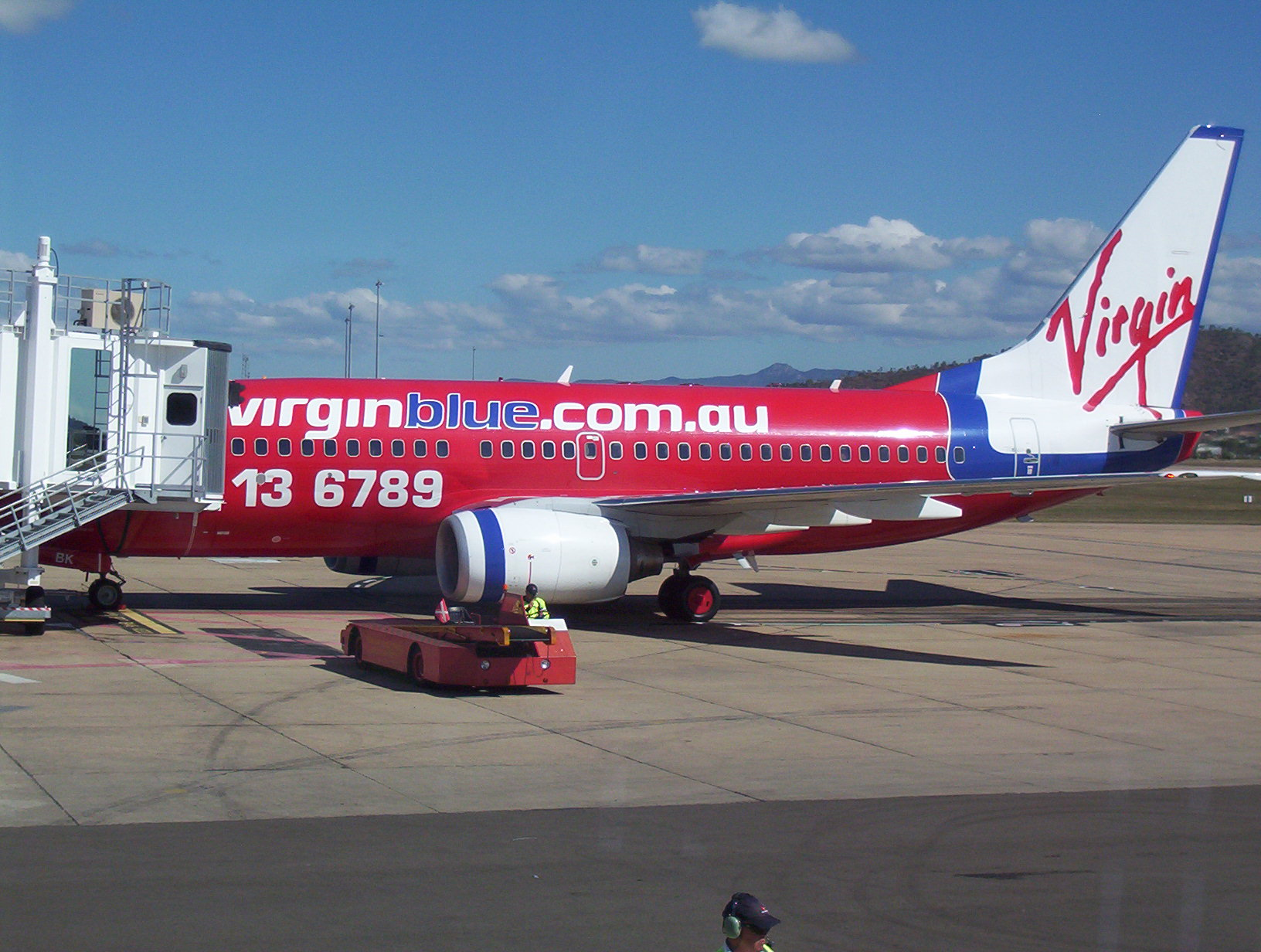
Virgin Blue Boeing 737 tại Townsville sau khi đến từ Brisbane

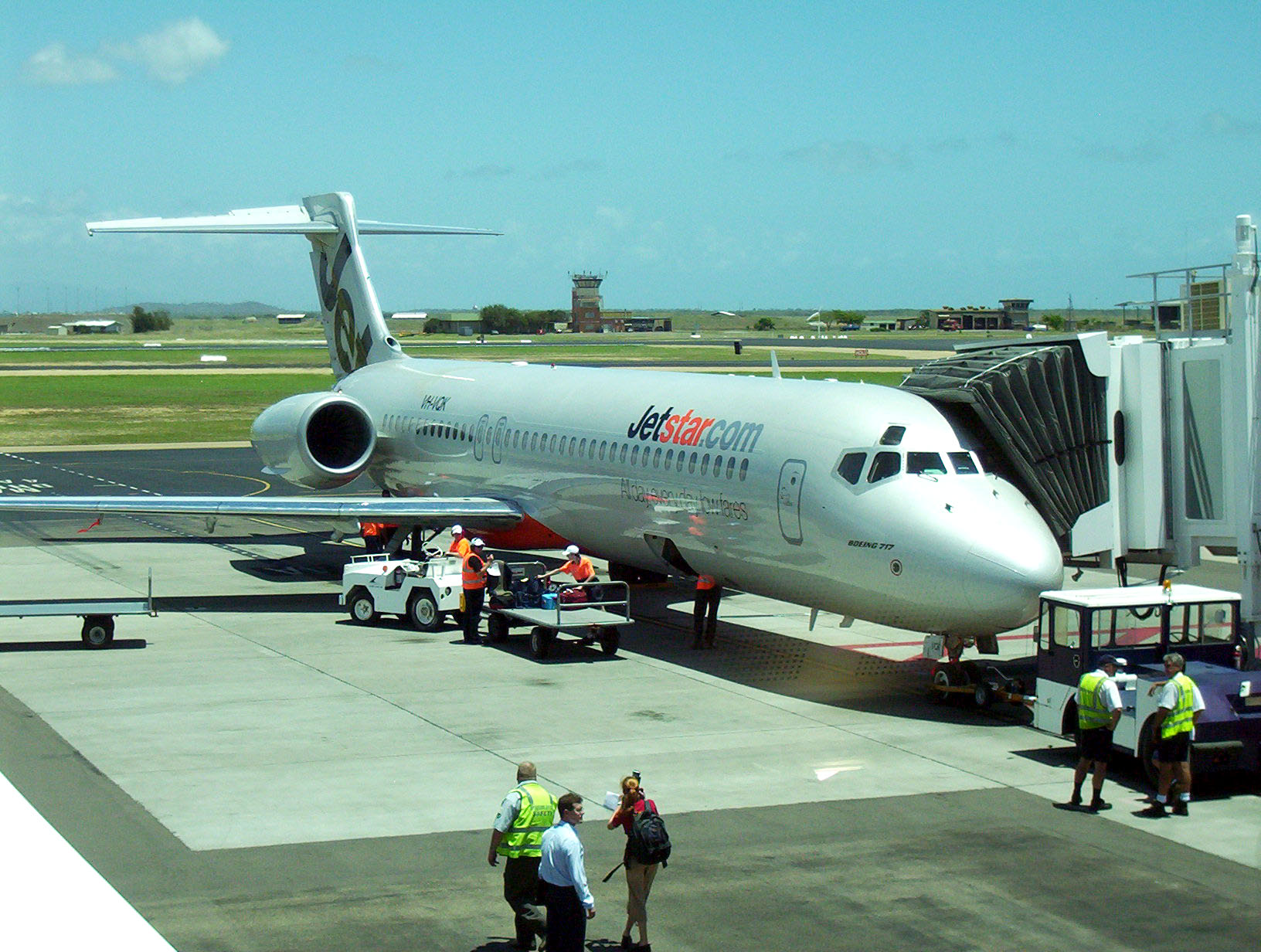
Jetstar Boeing 717 tại Townsville Airport, Inaugural Jetstar flight to Townsville

Sân bay quốc tế Townsville (tiếng Anh: Townsville International Airport) (IATA: TSV, ICAO: YBTL) là sân bay khu vực phục vụ các thành phố Townsville và Thuringowa, Queensland. Sân bay này cũng được gọi là Garbutt Airport, do nó tọa lạc tại Garbutt, ngoại ô của Townsville. Đây là sân bay quốc tế và trong năm tài chính 2005/2006 đã phục vụ 1.233.143 lượt khách. Sân bay quốc tế Townsville là sân bay đầu tiên (ngoài sân bay ở Brisbane) được làm sân bay quốc tế, nhưng từ năm 2002, sân bay này không còn phục vụ các chuyến bay quốc tế trực tiếp. Tuy nhiên, Pacific Blue có các chuyến bay đến Christchurch (New Zealand), Nadi (Fiji) và Port Vila (Vanuatu) thông qua Sydney và Brisbane và được coi là các chuyến bay quốc tế của sân bay này.
Chuyến bay quốc tế thực sự cuối cùng đã được cung cấp bởi hãng Qantas năm 2002, giữa Townsville và Singapore qua Brisbane bằng máy bay Boeing 767.

## Các hãng hàng không và các điểm đến
- Qantas (Brisbane)
  - QantasLink (Cairns, Mackay)
  - Jetstar Airways (Brisbane, Sydney, Melbourne)
- Virgin Blue (Brisbane, Sydney)
- Alliance Airlines (Century Mine, Cloncurry, Phosphate Hill Mine)
- Macair Airlines (Cloncurry, Hughenden, Longreach, Moranbah, Mount Isa, Cairns, Winton)
- Skytrans Airlines (Cairns)